# Pachygnatha sundevalli
Pachygnatha sundevalli är en spindelart som beskrevs av Senglet 1973. Pachygnatha sundevalli ingår i släktet Pachygnatha och familjen käkspindlar. Inga underarter finns listade i Catalogue of Life.